# Festival de Cinema Indonésio
O Festival de Cinema Indonésio (em indonésio: Festival Film Indonesia, FFI) é uma cerimônia de premiação anual organizada pelo Indonesian Film Board para celebrar as realizações de prestigio da indústria cinematográfica indonésia. Durante o festival, são anunciados os vencedores do Piala Citra, do Piala Vidia e apresentados os melhores filmes indonésios do ano.
A cerimônia de premiação foi realizada pela primeira vez em 1955. O festival era conhecido entre a população indonésia como Pekan Apresiasi Film Nasional, até que então, mudou para Festival Film Indonesia em 1973. Em 1986, o festival passou a incluir um prêmio, também, para telenovelas, chamado Piala Vidia.

## História
Nos anos de 1955, 1960 e 1967, foram realizados eventos do Pekan Apresiasi Film Nasional, o então "antecessor" do Festival Film Indonesia. Em 1973, o antigo festival foi então renomeado e a partir daquele mesmo ano, o evento se tornou anual. De 1993 a 2003, o festival foi cancelado por conta da baixa quantidade de filmes qualificados para a premiação; na década de 1990, a maioria dos produtores de cinema indonésios criaram filmes de baixo orçamento e baixa qualidade. Os produtores sofreram perdas de receita devido à crescente pirataria. Nessa mesma década, filmes estadunidenses, honcongueses e taiwaneses foram mais prestigiados pelo povo indonésio. Em 2004, o evento começou a ser realizado anualmente novamente.